# Weltklasse Zürich 2019
Il Weltklasse Zürich 2019 è stato la 91ª edizione dell'omonimo meeting, annuale competizione di atletica leggera, ed ha avuto luogo allo Stadio Letzigrund di Zurigo, in Svizzera, il 28 e il 29 agosto 2019. Il meeting è stato anche la penultima tappa del circuito ufficiale IAAF Diamond League 2019, nonché la prima delle due tappe "finali" del circuito stesso.

## Programma[1]

### Giorno 1
| # | Orario | Specialità       |
| - | ------ | ---------------- |
| 1 | 18:30  | Salto con l'asta |

### Giorno 2
| # | Orario | Specialità             |
| - | ------ | ---------------------- |
| 1 | 18:30  | Salto in alto          |
| 2 | 18:50  | Salto con l'asta       |
| 3 | 19:46  | 110 metri ostacoli     |
| 4 | 20:13  | 800 metri              |
| 5 | 20:45  | Salto in lungo         |
| 6 | 20:55  | Lancio del giavellotto |
| 7 | 21:13  | 100 metri              |
| 8 | 21:21  | 5000 metri             |
| 9 | 21:44  | 400 metri ostacoli     |

| # | Orario | Specialità             |
| - | ------ | ---------------------- |
| 1 | 18:15  | Salto triplo           |
| 2 | 19:05  | Lancio del giavellotto |
| 3 | 19:35  | Getto del peso         |
| 4 | 19:54  | 800 metri              |
| 5 | 20:04  | 400 metri              |
| 6 | 20:23  | 3000 metri siepi       |
| 7 | 20:41  | 200 metri              |
| 8 | 20:48  | 1500 metri             |
| 9 | 21:02  | 400 metri ostacoli     |

     Specialità valide per la Diamond League

## Risultati
Di seguito i primi tre classificati di ogni specialità.

### Uomini
| Specialità             |                         | Prestazione | 2º classificato  | Prestazione | 3º classificato | Prestazione |
| 100 m                  | Noah Lyles              | 9"98        | Xie Zhenye       | 10"04       | Yohan Blake     | 10"07       |
| 800 m                  | Donavan Brazier         | 1'42"70     | Nijel Amos       | 1'42"98     | Brandon McBride | 1'43"51     |
| 5000 m                 | Joshua Cheptegei        | 12'57"41    | Hagos Gebrhiwet  | 12'58"15    | Nicholas Kimeli | 12'59"05    |
| 110 m ostacoli         | Pascal Martinot-Lagarde | 13"51       | David King       | 13"58       | Cameron Fillery | 13"74       |
| 400 m ostacoli         | Karsten Warholm         | 46"92 DLR   | Rai Benjamin     | 46"98       | Kyron McMaster  | 48"58       |
| Salto in alto          | Andrij Procenko         | 2.32 m      | Brandon Starc    | 2.30 m      | Tihomir Ivanov  | 2.30 m      |
| Salto con l'asta       | Sam Kendricks           | 5.93 m      | Armand Duplantis | 5.83 m      | Piotr Lisek     | 5.83 m      |
| Salto in lungo         | Juan Miguel Echevarría  | 8.65 m DLR  | Ruswahl Samaai   | 8.20 m      | Tajay Gayle     | 8.20 m      |
| Lancio del giavellotto | Magnus Kirt             | 89.13 m     | Cheng Chao-tsun  | 89.05 m     | Andreas Hofmann | 87.49 m     |

     Prestazione che stabilisce il nuovo record del meeting.

### Donne
| Specialità             |                     | Prestazione | 2º classificato         | Prestazione | 3º classificato          | Prestazione |
| 200 m                  | Shaunae Miller-Uibo | 21"74 DLR   | Dina Asher-Smith        | 22"08       | Elaine Thompson          | 22"44       |
| 400 m                  | Salwa Eid Naser     | 50"24       | Shakima Wimbley         | 51"21       | Lisanne de Witte         | 51"30       |
| 800 m                  | Eunice Jepkoech Sum | 2'00"40     | Kate Grace              | 2'00"66     | Hedda Hynne              | 2'00"79     |
| 1500 m                 | Sifan Hassan        | 3'57"08     | Konstanze Klosterhalfen | 3'59"02     | Gabriela DeBues-Stafford | 3'59"59     |
| 3000 m siepi           | Beatrice Chepkoech  | 9'01"71     | Hyvin Kiyeng            | 9'03"83     | Norah Jeruto             | 9'05"15     |
| 400 m ostacoli         | Sydney McLaughlin   | 52"85       | Shamier Little          | 53"86       | Dalilah Muhammad         | 54"13       |
| Salto con l'asta       | Anzhelika Sidorova  | 4.87 m      | Katie Nageotte          | 4.82 m      | Alysha Newman            | 4.82 m      |
| Salto triplo           | Shanieka Ricketts   | 14.93 m     | Yulimar Rojas           | 14.74 m     | Liadagmis Povea          | 14.49 m     |
| Getto del peso         | Gong Lijiao         | 20.31 m     | Chase Ealey             | 19.68 m     | Christina Schwanitz      | 19.37 m     |
| Lancio del giavellotto | Lyu Huihui          | 66.88 m     | Kelsey-Lee Barber       | 64.74 m     | Nikola Ogrodnikova       | 63.05 m     |

     Prestazione che stabilisce il nuovo record del meeting.